# В'єнна (Іллінойс)
В'єнна (англ. Vienna) — місто (англ. city) в США, в окрузі Джонсон штату Іллінойс. Населення — 1343 особи (2020).

## Географія
В'єнна розташована за координатами 37°24′49″ пн. ш. 88°53′12″ зх. д. / 37.41361° пн. ш. 88.88667° зх. д. (37.413624, -88.886577).  За даними Бюро перепису населення США в 2010 році місто мало площу 7,46 км², з яких 7,37 км² — суходіл та 0,10 км² — водойми.

## Демографія
Згідно з переписом 2010 року, у місті мешкали 1434 особи в 656 домогосподарствах у складі 360 родин. Густота населення становила 192 особи/км².  Було 738 помешкань (99/км²).
Расовий склад населення:
| - 95,2 % — білих - 1,1 % — чорних або афроамериканців - 0,3 % — азіатів - 0,1 % — вихідців з тихоокеанських островів - 0,1 % — корінних американців - 1,3 % — осіб інших рас |

До двох чи більше рас належало 1,9 %. Частка іспаномовних становила 3,8 % від усіх жителів.
За віковим діапазоном населення розподілялося таким чином: 23,0 % — особи молодші 18 років, 51,8 % — особи у віці 18—64 років, 25,2 % — особи у віці 65 років та старші. Медіана віку мешканця становила 41,3 року. На 100 осіб жіночої статі у місті припадало 76,0 чоловіків;  на 100 жінок у віці від 18 років та старших — 72,0 чоловіків також старших 18 років.
Середній дохід на одне домашнє господарство  становив 47 252 долари США (медіана — 33 438), а середній дохід на одну сім'ю — 68 223 долари (медіана — 50 125). Медіана доходів становила 38 750 доларів для чоловіків та 32 222 долари для жінок. За межею бідності перебувало 25,5 % осіб, у тому числі 47,8 % дітей у віці до 18 років та 6,1 % осіб у віці 65 років та старших.
Цивільне працевлаштоване населення становило 511 осіб. Основні галузі зайнятості: освіта, охорона здоров'я та соціальна допомога — 21,3 %, мистецтво, розваги та відпочинок — 20,7 %, публічна адміністрація — 14,1 %, роздрібна торгівля — 9,0 %.